# Franc Baškovič
Franc Baškovič, slovenski zborovodja, * 18. julij 1915, Žejno, † 30. junij 2007, Brežice.

## Odlikovanja in nagrade
Leta 1995 je prejel častni znak svobode Republike Slovenije z naslednjo utemeljitvijo: »za vsestranske zasluge na področju ljubiteljske kulture in glasbenega šolstva«.